# Grigor Dimitrov
Grigor Dimitrov (bulharsky: Григор Димитров, * 16. května 1991 Chaskovo) je bulharský profesionální tenista, který při debutovém startu na závěrečném turnaji sezóny ovládl Turnaj mistrů 2017. Ve své dosavadní kariéře na okruhu ATP Tour vyhrál devět turnajů ve dvouhře. Na challengerech ATP a okruhu Futures získal deset titulů ve dvouhře a tři ve čtyřhře.
Na žebříčku ATP byl nejvýše ve dvouhře klasifikován v listopadu 2017 na 3. místě a ve čtyřhře pak v srpnu 2013 na 66. místě. Od prosince 2022 jej trénují Daniel Vallverdu s Jamiem Delgadem.
V roce 2006 vyhrál Orange Bowl šestnáctiletých a následující rok se probojoval do finále tohoto turnaje v kategorii osmnáctiletých, v němž nestačil na Litevce Ričardase Berankise. Na juniorském žebříčku ITF byl nejvýše klasifikován na prvním místě. Vyhrál juniorky ve Wimbledonu 2008 a na US Open 2009.
Na nejvyšší grandslamové úrovni se nejdále probojoval do semifinále dvouhry Wimbledonu 2014. Po čtvrtfinálové výhře nad obhájcem titulu Andym Murraym skončil na raketě světové jedničky a pozdějšího vítěze Novaka Djokoviće. Potřetí se mezi nejlepší čtyřku dostal z pozice nenasazeného hráče na US Open 2019.
V bulharském daviscupovém týmu debutoval v roce 2008 utkáním základního bloku 3. skupiny zóny Evropy a Afriky proti Černé Hoře, v němž dopomohl Bulharům k výhře 3:0 na zápasy vítězstvím nad Danielem Danilovićem. Do září 2024 v soutěži nastoupil ke čtrnácti mezistátním utkáním s bilancí 16–1 ve dvouhře a 4–3 ve čtyřhře.
Bulharsko reprezentoval na londýnských Hrách XXX. olympiády, kde v singlové soutěži podlehl ve druhém kole dvanáctému nasazenému Francouzi Gillesi Simonovi. Při premiérovém startu Bulharska na Hopmanově poháru 2012 vytvořil tým s Cvetanou Pironkovovou. Po dvou výhrách a jedné prohře skončili na druhém místě základní skupiny.

## Tenisová kariéra
Premiérový titul na okruhu ATP Tour si odvezl z říjnového If Stockholm Open 2013, když ve finále zdolal nejvýše nasazeného Španěla Davida Ferrera ve třech setech. Druhou trofej přidal na acapulském Abierto Mexicano Telcel 2014 po těsném vítězství nad Jihoafričanem Kevinem Andersonem až v tiebreaku závěrečné sady. Následovala dubnová výhra na bukurešťském BRD Năstase Țiriac Trophy 2014, kde si ve finálovém duelu poradil s českým obhájcem Lukášem Rosolem. Zisk prvního vavřínu z antukového turnaje jej v žebříčku ATP posunul na 14. místo, čímž vyrovnání dosavadní kariérní maximum. Debutovou trofej z trávy si odvezl z červnové wimbledonské přípravy AEGON Championships 2014 v Londýně, kde v semifinále vyřadil turnajovou jedničku Stanislase Wawrinku. V posledním střetnutí soutěže jej nezastavila ani španělská nasazená desítka Feliciano López po dramatickém třísetovém vývoji, s nejvyšším možným počtem odehraných gamů. Ve druhém dějství přitom Bulhar odvrátil mečbol.

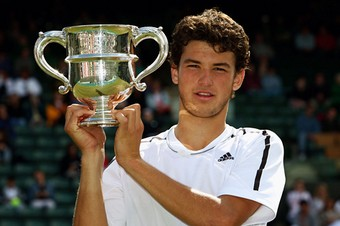
S trofejí z wimbledonské juniorky 2008

Pátý titul vybojoval na Brisbane International 2017, probíhajícím na úvod sezóny. Na jeho raketě dohráli Dominic Thiem ve čtvrtfinále, nejvýše nasazený Kanďan Milos Raonic mezi poslední čtyřkou a konečně Japonec Kei Nišikori. V průběhu turnaje tak vyřadil tři hráče elitní světové desítky a Nišikoriho zdolal poprvé v kariéře, čímž snížil pasivní bilanci vzájemných zápasů na 1:4. Ukončil tím šňůru čtyř finálových porážek. V únoru se po vítězství nad Gruzíncem Nikolozem Basilašvilim probojoval do finálového klání druhého ročníku sofijského Garanti Koza Sofia Open 2017, aby v něm přehrál belgickou nasazenou dvojku Davida Goffina. V rodné zemi přitom nastoupil k prvnímu turnaji od sezóny 2009. Debutový triumf ze série Masters získal na letním Western & Southern Open 2017 v Cincinnati, kam přijížděl jako sedmý nasazený a ačkoli v pavouku chybělo sedm hráčů z první světové desítky. Ve třetím kole zvládl utkání proti Argentinci Juanu Martínu del Potrovi a následně hladce přešel přes Japonce Jūiči Sugitu. Do finále jej posunuly zvládnuté tiebreaky obou setů v zápase s Američanem Johnem Isnerem. Stejně jako Dimitrov, také Australan Nick Kyrgios debutoval ve finále události série Masters. Dvousetové vítězství Bulhara znamenalo, že v soutěži neztratil jediný set.
Při první účasti na Turnaji mistrů – ATP Finals 2017 v Londýně, neztratil jako šestý hráč žebříčku žádný z pěti zápasů, když čtyři soupeři také debutovali na závěrečné akci roku. Základní skupinu ovládl po výhrách nad španělským náhradníkem Pablem Carreñem Bustou, Belgičanem Davidem Goffinem i Rakušanem Dominicem Thiemem. V semifinále zdolal americkou světovou osmičku Jacka Socka a ve finále zopakoval výhru nad Goffinem. Poprvé v sezóně dosáhl na čtyři turnajové triumfy. Stal se také prvním vítězným debutantem turnaje od Španěla Àlexe Corretji a roku 1998, celkově pak šestým takovým. V následném vydání žebříčku ATP z 20. listopadu 2017 se poprvé v kariéře posunul do elitní světové pětky, když vystoupal na 3. místo.

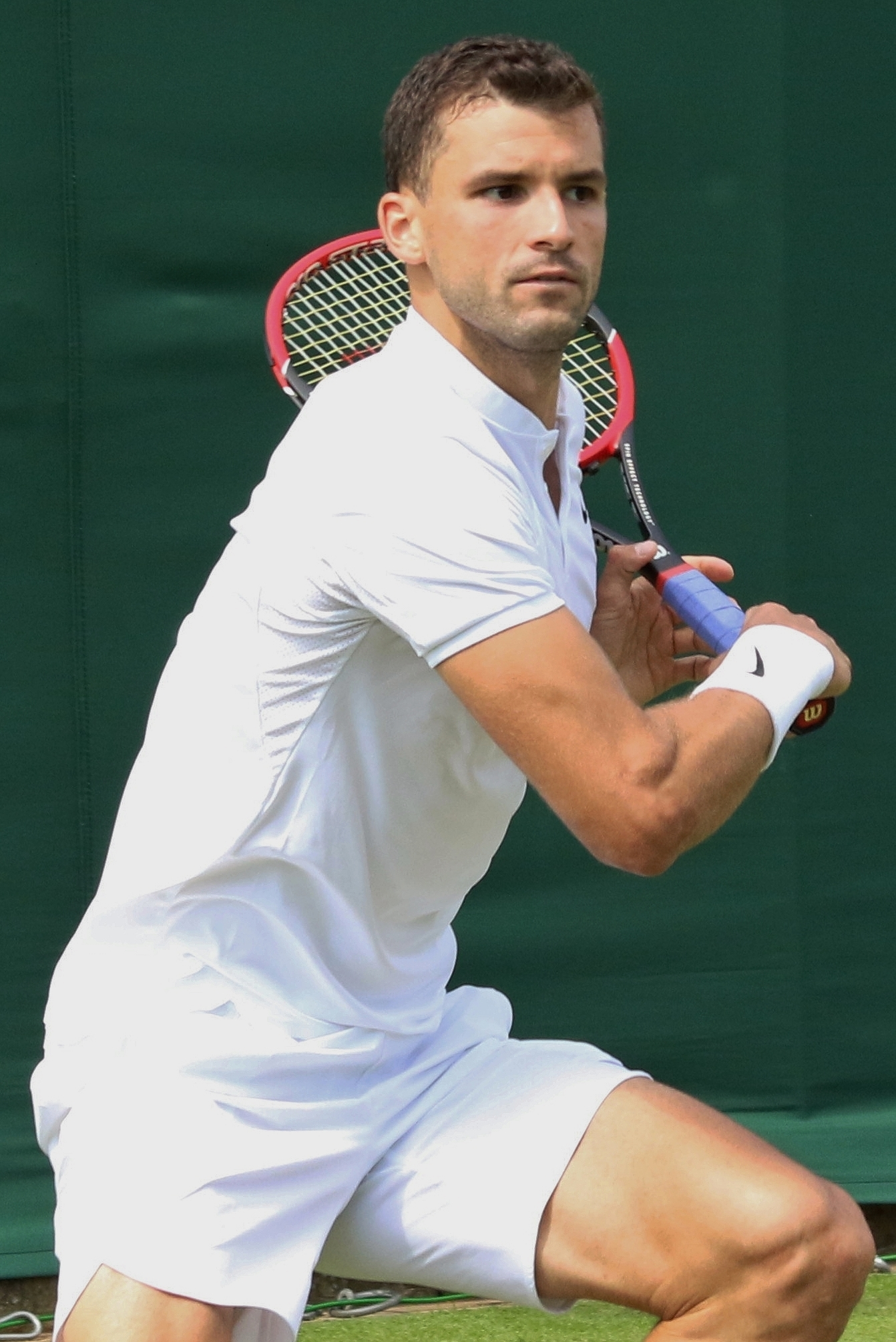
Forhend ve Wimbledonu 2016

Solidními výkony vstoupil do sezóny 2018, když v Brisbane jako obhájce triumfu postoupil do semifinále, kde jej vyřadil Nick Kyrgios, na Australian Open jako třetí nasazený postoupil mezi poslední osmičku, když v osmifinále oplatil porážku Kyrgiosovi. V boji o druhé melbournské semifinále v řadě nestačil Brita Kyla Edmunda. Jediné finále ročníku zaznamenal v Rotterdamu, kde ve finále nestačil na nastávající světovou jedničku Rogera Federera. Následoval pokles formy, když v Dubaji, Indian Wells a Miami zvítězil dohromady v jednom utkání. Nejlepší antukový výsledek zaznamenal na Monte-Carlo Masters, kde skončil v semifinále na raketě Nadala. Na French Open prohrál jako čtvrtý nasazený se Španělem Verdascem. Už v prvním kole se rozloučil s Wimbledonem, kde ho vyřadil Stan Wawrinka, jemuž na žebříčku ATP patřila až 224. příčka v důsledku dlouhodobé absence pro zranění. Po čtvrtfinálové účasti na Rogers Cupu prohrál jako obhájce titulu v Cincinnati ve třetím kole s Novakem Djokovićem. Stejně jako na londýnském majoru, i v New Yorku ho vyřadila hned na úvod Wawrinka. Nekvalifikoval se tak na Turnaj mistrů a bodová ztráta znamenala, že sezónu ukončil na 19. místě.
Na Australian Open 2019 postoupil do osmifinále, kde jej porazil nenasazený Frances Tiafoe. Vinou zranění ramene a následným poklesem formy se postupně propadal žebříčkem. Do US Open 2019 vstupoval až jako 78. hráč světa se zápasovou bilancí 4–11 od osmifinálové účasti v Monte-Carlu. Na newyorském majoru nakonec postoupil do třetí grandslamového semifinále v kariéře. Ve čtvrtfinále poprvé v kariéře přehrál třetího nasazeného Federera po pěti setech. Jednalo se zároveň o jeho první výhru nad hráčem první světové desítky po více než roce. Stal se tak nejníže postaveným semifinalistou grandslamu od Rainera Schüttlera, jemuž ve Wimbledonu 2008 patřila 92. příčka. Ani setu mu v semifinále následně nepovolil Rus Daniil Medveděv. Bodový zisk mu zajistit návrat do první třicítky hodnocení. Díky postupu do semifinále na Rolex Paris Masters ukončil sezónu s mírně pozitivní turnajovou bilancí a na 20. místě hodnocení.
Na první finále od Rotterdam Open 2018 – tedy více než pěti letech – dosáhl v květnu 2023 na Geneva Open. V boji o titul ho přehrál Nicolás Jarry. Na druhé finále v kategorii Masters dosáhl na Rolex Paris Masters 2023. Na turnaji zvládl dva tibreaky rozhodující třetí sady proti hráčům z první světové desítky – ve druhém kole se světovou trojkou Medveděvem a v semifinále s šestým hráčem světa Tsitsipasem. V boji o titul podvanácté ze třinácti vzájemných duelů podlehl Novaku Djokovićovi.

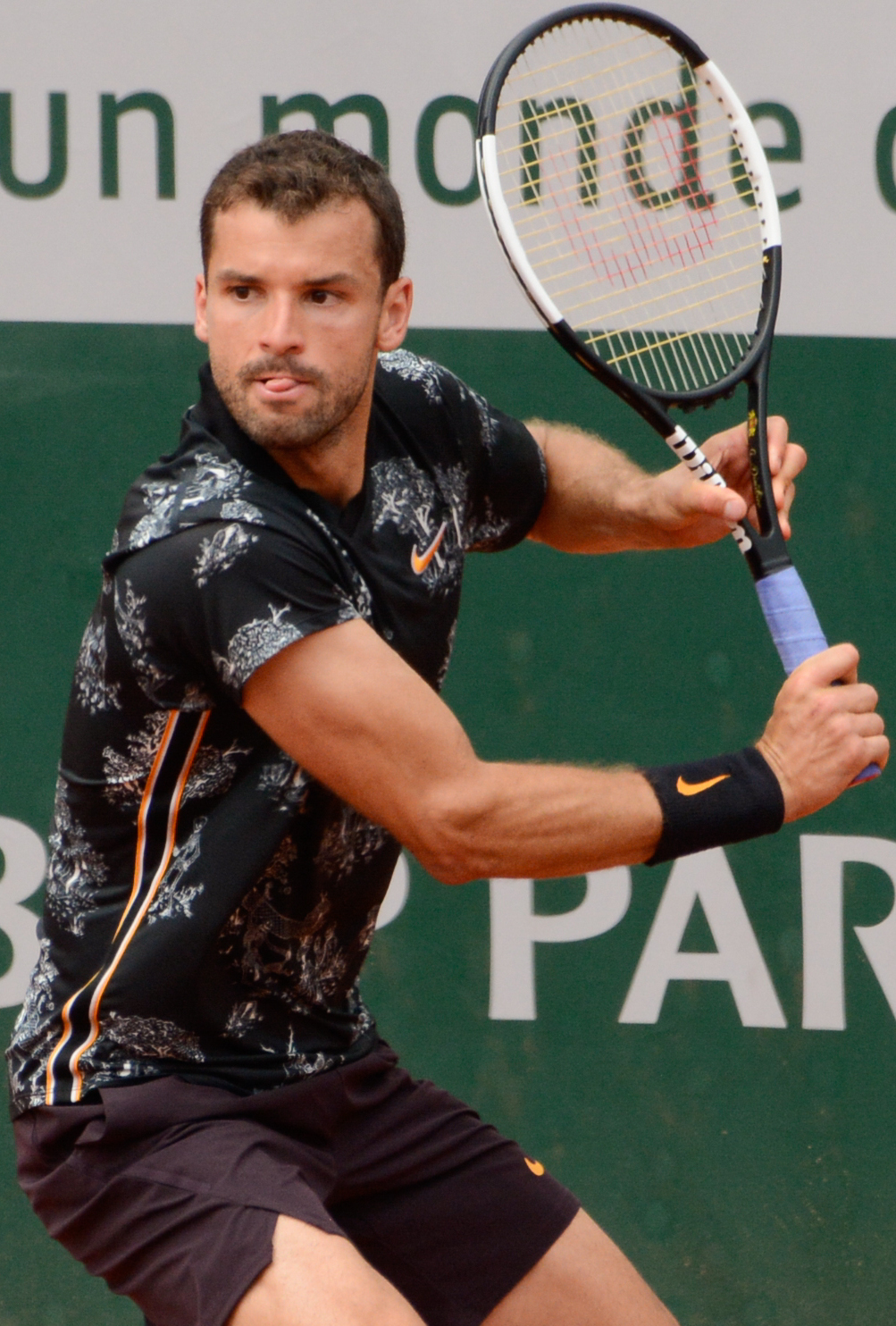
Bekhend na French Open 2019

Devátým titulem, prvním od Turnaje mistrů 2017 a druhým na Brisbane International otevřel ročník 2024 výhrou v Brisbane. Ve finále zdolal o dvanáct let mladšího osmého hráče světa Holgera Runeho. Na titul tak čekal 2 240 dní. Na navazujícím Australian Open dohrál překvapivě již ve třetím kole, kde jej vyřadil Portugalec Nuno Borges. Výhrou ve čtvrtém kole Miami Open 2024 nad světovou devítkou Hubertem Hurkaczem v tiebreku třetí sady zkompletoval sbírku čtvrtfinálových účastí na všech Masterech. Jubilejní čtyřicátou výhru nad hráčem světové desítky zaznamenal hned v další fázi, když ve dvou setech jednoznačně přehrál druhého hráče světa Carlose Alcaraze. Semifinálová výhra nad světovou pětkou Alexanderem Zverevem a postup do třetího finále v této kategorii mu zajistily návrat do první desítky hodnocení žebříčku ATP, kde předtím naposledy figuroval v listopadu 2018. Časový rozestup 260 týdnů mezi jeho dvěma umístěními mezi nejlepšími deseti tenisty představovalo třetí nejdelší takové období od zavedení klasifikace, když delší čas čekali jenom Albert Costa (264 týdnů) a Gilles Simon (308 týdnů).
Na instagramovém profilu 21. června 2020 potvrdil, že byl pozitivně testován na covid-19. Ještě den předtím se účastnil série turnajů Adria Tour pořádané Djokovićem. Do třetího finále Mastersu se probojoval na Miami Open 2024, kde ve čtvrtém kole vyřadil devátého hráče žebříčku Huberta Hurkacze. Zkompletoval tak čtvrtfinálové účasti na všech Mastersech. Do prvního miamského semifinále, a osmého semifinále turnaje v devítidílné sérii Mastersu, postoupil přes světovou dvojku Carlose Alcaraze. Ukončil tak Španělovu devitizápasovou neporazitelnost a připravil jej o možnost zkompletovat Sunshine double. V souboji o titul však podlehl třetímu muži klasifikace Janniku Sinnerovi z Itálie. Bodový zisk jej poprvé od října 2018 posunul do elitní světové desítky, na 9. příčku. Prodleva 260 týdnů mezi dvěma obdobími v Top 10 byla třetí nejdelší v historii žebříčku ATP.

## Trenérské vedení
V roce 2009 se jeho koučem stal Peter Lundgren, bývalý trenér Rogera Federera. O rok později Bulhra pověřil Petra McNamaru. V roce 2012 se jej ujal Patrick Mouratoglou, v jehož tenisové akademii léta trénoval. Od sezóny 2013 koučování převzal Roger Rasheed. V roce 2015 ho nahradil Franco Davín. S ním však po Wimbledonu 2016 ukončil spolupráci a jako nového kouče si najal bývalého trenéra Murrayho či Berdycha Venezuelana Daniho Vallverdua, s nímž se rozešel v sezóně 2019. Pro přípravu na French Open 2019 se dohodl s Radkem Štěpánkem. V sezóně 2020 jej vedl Němec Christian Groh a od ledna 2021 se koučem stal Argentinec Dante Bottini, jenž stál za vzestupem Keie Nišikoriho.

### Přehled
- Peter Lundgren (2009–2010)
- Peter McNamara (2010–2011)
- Patrick Mouratoglou (2012)
- Roger Rasheed (2013–2015)
- Franco Davín (2015–2016)
- Daniel Vallverdú (2016–2019, od prosince 2022)
- Radek Štěpánek (2019)
- Christian Groh (2020)
- Dante Bottini (2021–2022)
- Jamie Delgado (od prosince 2022)

## Finále na okruhu ATP Tour
| Legenda                       |
| ----------------------------- |
| D – dvouhra; Č – čtyřhra      |
| Grand Slam (0)                |
| Turnaj mistrů (1–0 D)         |
| ATP Tour Masters 1000 (1–2 D) |
| ATP Tour 500 (1–2 D)          |
| ATP Tour 250 (6–8 D; 0–1 Č)   |

### Dvouhra: 21 (9–12)
| Stav      | č.  | datum              | turnaj                                   | kategorie     | povrch    | soupeř ve finále      | výsledek                     |
| --------- | --- | ------------------ | ---------------------------------------- | ------------- | --------- | --------------------- | ---------------------------- |
| Finalista | 1.  | 6. ledna 2013      | Brisbane, Austrálie                      | ATP 250       | tvrdý     | Andy Murray           | 6–7(0–7), 4–6                |
| Vítěz     | 1.  | 20. října 2013     | Stockholm, Švédsko                       | ATP 250       | tvrdý (h) | David Ferrer          | 2–6, 6–3, 6–4                |
| Vítěz     | 2.  | 2. března 2014     | Acapulco, Mexiko                         | ATP 500       | tvrdý (h) | Kevin Anderson        | 7–6, 3–6, 7–6                |
| Vítěz     | 3.  | 27. dubna 2014     | Bukurešť, Rumunsko                       | ATP 250       | antuka    | Lukáš Rosol           | 7–6(7–2), 6–1                |
| Vítěz     | 4.  | 15. června 2014    | Queen's Club, Londýn, Spojené království | ATP 250       | tráva     | Feliciano López       | 6–78–10), 7–6(7–1), 7–6(8–6) |
| Finalista | 2.  | 19. října 2014     | Stockholm, Švédsko                       | ATP 250       | tvrdý (h) | Tomáš Berdych         | 7–5, 4–6, 4–6                |
| Finalista | 3.  | 16. ledna 2016     | Sydney, Austrálie                        | ATP 250       | tvrdý     | Viktor Troicki        | 6–2, 1–6, 6–7(7–9)           |
| Finalista | 4.  | 1. května 2016     | Istanbul, Turecko                        | ATP 250       | antuka    | Diego Schwartzman     | 7–6(7–5), 6–7(4–7), 0–6      |
| Finalista | 5.  | 9. října 2016      | Peking, Čína                             | ATP 500       | tvrdý     | Andy Murray           | 4–6, 6–7(2–7)                |
| Vítěz     | 5.  | 8. ledna 2017      | Brisbane, Austrálie                      | ATP 250       | tvrdý     | Kei Nišikori          | 6–2, 2–6, 6–3                |
| Vítěz     | 6.  | 12. února 2017     | Sofie, Bulharsko                         | ATP 250       | tvrdý (h) | David Goffin          | 7–5, 6–4                     |
| Vítěz     | 7.  | 20. srpna 2017     | Cincinnati, Spojené státy                | ATP 1000      | tvrdý     | Nick Kyrgios          | 6–3, 7–5                     |
| Finalista | 6.  | 22. října 2017     | Stockholm, Švédsko                       | ATP 250       | tvrdý (h) | Juan Martín del Potro | 4–6, 2–6                     |
| Vítěz     | 8.  | 19. listopadu 2017 | Londýn, Spojené království               | Turnaj mistrů | tvrdý (h) | David Goffin          | 7–5, 4–6, 6–3                |
| Finalista | 7.  | 18. února 2018     | Rotterdam, Nizozemsko                    | ATP 500       | tvrdý (h) | Roger Federer         | 2–6, 2–6                     |
| Finalista | 8.  | 27. května 2023    | Ženeva, Švýcarsko                        | ATP 250       | antuka    | Nicolás Jarry         | 6–7(1–7), 1–6                |
| Finalista | 9.  | 5. listopadu 2023  | Paříž, Francie                           | ATP 1000      | tvrdý (h) | Novak Djoković        | 4–6, 3–6                     |
| Vítěz     | 9.  | 7. ledna 2024      | Brisbane, Austrálie (2)                  | ATP 250       | tvrdý     | Holger Rune           | 7–6(7–5), 6–4                |
| Finalista | 10. | 11. února 2024     | Marseille, Francie                       | ATP 250       | tvrdý (h) | Ugo Humbert           | 4–6, 3–6                     |
| Finalista | 11. | 31. března 2024    | Miami, Spojené státy                     | ATP 1000      | tvrdý     | Jannik Sinner         | 3–6, 1–6                     |
| Finalista | 12. | 20. října 2024     | Stockholm, Švédsko                       | ATP 250       | tvrdý (h) | Tommy Paul            | 4–6, 3–6                     |

### Čtyřhra: 1 (0–1)
| Stav      | č. | datum           | turnaj                         | povrch  | spoluhráč | soupeři ve finále | výsledek                |          |
| --------- | -- | --------------- | ------------------------------ | ------- | --------- | ----------------- | ----------------------- | -------- |
| Finalista | 1. | 16. června 2011 | Eastbourne, Spojené království | ATP 250 | tráva     | Andreas Seppi     | Jonatan Erlich Andy Ram | 3–6, 3–6 |

## Finále na challengerech ATP a okruhu Futures
| Legenda                    |
| -------------------------- |
| D – dvouhra; Č – čtyřhra   |
| Challengery (4–1 D; 1–1 Č) |
| ITF (6–0 D; 2–1 Č)         |

### Dvouhra: 11 (10–1)
| Stav      | rok  | turnaj                     | povrch    | soupeř ve finále        | výsledek                |
| --------- | ---- | -------------------------- | --------- | ----------------------- | ----------------------- |
| Vítěz     | 2008 | Valldoreix, Španělsko      | antuka    | Pablo Santos-González   | 6–3, 6–4                |
| Vítěz     | 2008 | Móstoles-Madrid, Španělsko | tvrdý     | Ignacio Coll-Riudavets  | 7–6(7–3), 6–3           |
| Vítěz     | 2008 | Alcorcón-Madrid, Španělsko | tvrdý     | Ludovic Walter          | 6–4, 6–4                |
| Vítěz     | 2010 | Bitburger, Německo         | antuka    | David Goffin            | 4–6, 6–1, 6–4           |
| Vítěz     | 2010 | Dortmund, Německo          | antuka    | Jan-Lennard Struff      | 7–5, 7–5                |
| Vítěz     | 2010 | Irun, Španělsko            | antuka    | Sergio Gutiérrez-Ferrol | 4–6, 6–3, 6–4           |
| Vítěz     | 2010 | Ženeva, Švýcarsko          | antuka    | Pablo Andújar           | 6–2, 4–6, 6–4           |
| Vítěz     | 2010 | Bangkok, Thajsko           | tvrdý     | Konstantin Kravčuk      | 6–1, 6–4                |
| Vítěz     | 2010 | Bangkok, Thajsko           | tvrdý     | Alexandr Kudrjavcev     | 6–4, 6–1                |
| Finalista | 2010 | Orléans Francie            | tvrdý (h) | Nicolas Mahut           | 6–2, 6–7(6–8), 6–7(4–7) |
| Vítěz     | 2011 | Cherbourg, Francie         | tvrdý (h) | Nicolas Mahut           | 6–2, 7–6(7–4)           |

### Čtyřhra: 5 (3–2)
| Stav      | rok  | turnaj                   | povrch | spoluhráč               | soupeři ve finále                       | výsledek         |
| --------- | ---- | ------------------------ | ------ | ----------------------- | --------------------------------------- | ---------------- |
| Finalista | 2008 | Mallorca, Španělsko      | antuka | Juan-Albert Viloca-Puig | Julien Jeanpierre Xavier Pujo           | 5–7, 2–6         |
| Vítěz     | 2008 | Murcia, Španělsko        | antuka | Carles Poch-Gradin      | Carlos González-De Cueto Rhyne Williams | 7–6(7–4), 6–3    |
| Vítěz     | 2009 | Hollywood, Spojené státy | antuka | Todor Jenev             | Stefano Ianni Mattia Livraghi           | 6–1, 6–2         |
| Finalista | 2009 | Istanbul, Turecko        | tvrdý  | Marsel İlhan            | Frederico Gil Filip Prpic               | 6–3, 2–6, [6–10] |
| Vítěz     | 2009 | Trnava, Slovensko        | antuka | Teimuraz Gabašvili      | Jan Minář Lukáš Rosol                   | 6–4, 2–6, [10–8] |

## Finále na juniorském Grand Slamu

### Dvouhra: 2 (2–0)
| Stav  | rok  | turnaj    | povrch | soupeř ve finále | výsledek |
| ----- | ---- | --------- | ------ | ---------------- | -------- |
| Vítěz | 2008 | Wimbledon | tráva  | Henri Kontinen   | 7–5, 6–3 |
| Vítěz | 2008 | US Open   | tvrdý  | Devin Britton    | 6–4, 6–3 |

### Čtyřhra: 1 (0–1)
| Stav      | rok  | turnaj  | povrch | spoluhráč      | soupeři ve finále                  | výsledek |
| --------- | ---- | ------- | ------ | -------------- | ---------------------------------- | -------- |
| Finalista | 2007 | US Open | tvrdý  | Vasek Pospisil | Jonathan Eysseric Jérôme Inzerillo | 2–6, 4–6 |

## Postavení na konečném žebříčku ATP

### Dvouhra
| Rok    | 2007  | 2008   | 2009   | 2010   | 2011  | 2012  | 2013  | 2014  | 2015  | 2016  | 2017 | 2018  | 2019  | 2020  | 2021  | 2022  | 2023  |
| Pořadí | 1461. | ▲ 482. | ▲ 287. | ▲ 106. | ▲ 76. | ▲ 48. | ▲ 23. | ▲ 11. | ▼ 28. | ▲ 17. | ▲ 3. | ▼ 19. | ▼ 20. | ▲ 19. | ▼ 28. | ▬ 28. | ▲ 14. |

### Čtyřhra
| Rok    | 2007 | 2008 | 2009   | 2010   | 2011   | 2012 | 2013 | 2014   | 2015   | 2016   | 2017   | 2018   | 2019 | 2020 | 2021   | 2022   | 2023   |
| Pořadí | —    | 709. | ▲ 341. | ▼ 692. | ▲ 202. | —    | 67.  | ▼ 162. | ▼ 254. | ▲ 231. | ▼ 554. | ▲ 397. | —    | 821. | ▲ 839. | ▲ 230. | ▼ 585. |